# Jan Engelbert Pauwels
Jan Engelbert Pauwels of Jean-Englebert Pauwels (Brussel, 26 november 1768 – aldaar, 3 juni 1804) was een violist en componist uit de Zuidelijke Nederlanden.
Hij was zoon van een musicus Jean Pauwels, dirigent van de Koninklijke kapel. Deze had weinig invloed op zijn muzikale loopbaan want overleed al in zijn eerste levensjaar. Zijn moeder had daarop grotere invloed want zij schreef prins Charles aan of hij in het koor kon komen zingen. Hij kreeg vervolgens muziekles van Ignaz Vitzthumb (compositieleer) en Van Malder (viool). Rond 1788 trok hij naar Parijs om les te nemen bij Jean-François Lesueur (kapelmeester aan de Notre-Dame van Parijs). Hij ging er ook spelen in het orkest van de Opéra Italien, waar hij ook enige tijd dirigent was. In het seizoen 1790-1971 was hij kapelmeester te Straatsburg. In 1791 was hij weer in Brussel, waar hij werkzaam was als violist, dirigent van een theaterorkest en componist in het tijdperk voordat het Brussels conservatorium bestond. Hij was een van de oprichters van Société du Grand-Concert in Brussel, samen met Lambert Godecharle, die later uit de muziek van Léontine et Fonrose een Kyrie samenstelde voor zijn begrafenis. 
Hij schreef drie operettes: La maisonette dans le bois (1796), L’auteur malgré lui (1801) en Léontine et Fonrose (1804), zij werden uitgevoerd in de Koninklijke Muntschouwburg. Na de première van die laatste voelde hij zich zwak en overleed vlak daarop. Verder zijn een vioolconcert en kamermuziek waaronder drie strijkkwartetten (opus 2) bekend. Zijn Concert voor hoorn en orkest nr. 1 overleefde tot in de 21e eeuw door een opname van Ab Koster met het Noord Nederlands Orkest onder leiding van Jürgen Kussmaul.